# Meezen
Meezen ist eine Gemeinde im Kreis Rendsburg-Eckernförde in Schleswig-Holstein. Nienhof, Waldhütten und Kuhlenstücken liegen im Gemeindegebiet.

## Geografie und Verkehr
Meezen liegt etwa 19 km westlich von Neumünster und 26 km südlich von Rendsburg im Naturpark Aukrug. Nordwestlich von Meezen kreuzen sich die Bundesstraße 77 von Rendsburg nach Itzehoe und die Bundesstraße 430 von Neumünster in Richtung Meldorf.
Durch die Gemeinde fließt der Mühlenbach. Die Umgebung ist sehr waldreich und hat viele Wasserflächen.

## Politik

### Gemeindevertretung
Bei der Kommunalwahl am 14. Mai 2023 wurden insgesamt neun Sitze vergeben. Die Kommunale Wählergemeinschaft Meezen erhielt sechs Sitze und die Alternative Wählergemeinschaft Meezen erhielt drei Sitze.

### Wappen
Blasonierung: „Unter goldenem Wellenschildhaupt und über silbernem Wellenschildfuß, darin ein blauer Wellenbalken, in Grün zwei gekreuzte goldene Sensen, darüber zwei gekreuzte silberne Birkenzweige.“

## Wirtschaft
Meezen ist überwiegend landwirtschaftlich geprägt.

## Einzelnachweise

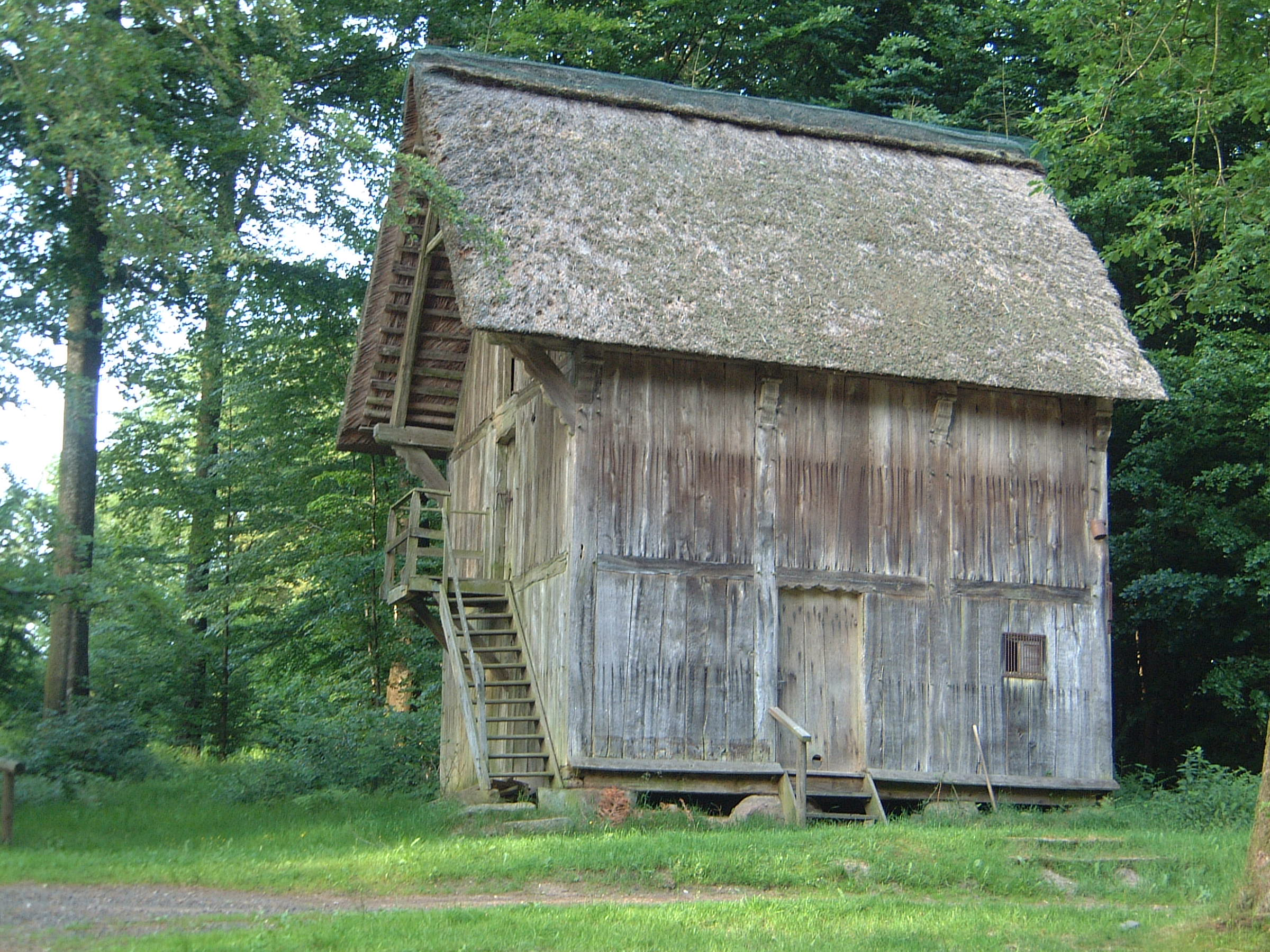
Historischer Speicher in Waldhütten

## Sehenswürdigkeiten
In Waldhütten befindet sich ein historischer Speicher, der ursprünglich in Niedersachsen auf dem Gelände des heutigen Truppenübungsplatzes Bergen stand und erst nach dem Zweiten Weltkrieg in Schleswig-Holstein wieder aufgebaut wurde (Koordinaten: 54° 3′ 13″ N, 9° 44′ 19,4″ O).